# Roberto Suárez
Roberto Suárez Pier (ur. 16 lutego 1995 w Oleiros) – hiszpański piłkarz występujący na pozycji obrońcy w klubie Levante UD.